# Brachynauphoeta
Brachynauphoeta är ett släkte av kackerlackor. Brachynauphoeta ingår i familjen jättekackerlackor.
Kladogram enligt Catalogue of Life:
| Brachynauphoeta | \| \| Brachynauphoeta brunneriana \| \| \| \| \| \| Brachynauphoeta foulpointeensis \| \| \| \| \| \| Brachynauphoeta hova \| \| \| \| \| \| Brachynauphoeta jeannineae \| \| \| \| \| \| Brachynauphoeta mayottensis \| \| \| \| \| \| Brachynauphoeta michelleae \| \| \| \| |
|                 | \| \| Brachynauphoeta brunneriana \| \| \| \| \| \| Brachynauphoeta foulpointeensis \| \| \| \| \| \| Brachynauphoeta hova \| \| \| \| \| \| Brachynauphoeta jeannineae \| \| \| \| \| \| Brachynauphoeta mayottensis \| \| \| \| \| \| Brachynauphoeta michelleae \| \| \| \| |
|                 | Brachynauphoeta brunneriana |
|                 | |
|                 | Brachynauphoeta foulpointeensis |
|                 | |
|                 | Brachynauphoeta hova |
|                 | |
|                 | Brachynauphoeta jeannineae |
|                 | |
|                 | Brachynauphoeta mayottensis |
|                 | |
|                 | Brachynauphoeta michelleae |
|                 | |